# MOOOV Film Festival
MOOOV Film Festival — це щорічний кінофестиваль, який проводиться щороку у шести локаціях у Фландрії, Бельгія. Основними місцями проведення є Турнхаут та Брюгге, додаткові покази відбуваються у Лірі, Сінт-Ніклас, Беренгені та Розеларе. Кінофестиваль почався у 2013 році в результаті об'єднання кінофестивалю Open Doek у Турнхауті та Cinema Novo у Брюгге.
Фестиваль демонструє світове кіно, художній фільм та документальне кіно. Хоча підбірка фільмів різноманітна за походженням, фестиваль іноді присвячує спеціальні розділи своєї програми певній країні або регіону. Наприклад, на фестивалі 2001 року було зосереджено увагу на іранському кіно та представлено 10 нагороджених фільмів з цієї країни.

## Призи
Фестиваль вручає кілька призів. Основний конкурс — це Canvas Award, який оцінюється професійним журі. Приз Behind The Scenes оцінюється журі з в'язнів з в'язниці Мерксплас. Журі зі студентів вручає приз Університету Антверпена. Крім того, існує Молодіжний приз. MOOOV є послом Цілей сталого розвитку Організації Об'єднаних Націй і намагається висвітлювати фільми з Глобального Півдня.